# Късомуцунеста мечка
Късомуцунестата мечка (Arctodus simus) е гигантска мечка, живяла преди 10 000 години. Тя е била по-голяма от съвременната мечка гризли. Хранила се е с мърша, защото ѝ е било трудно да убива плячката си.
Ако се съди по намерените скелети днес, височината на арктодуса е от 1,5 до 1,8 m, а изправена достига 3,5 m. Тежи 600 kg, а най-големите екземпляри достигат 1136 kg. Има силно изразен полов диморфизъм.
Съгласно публикации на биолози този вид мечка се отнася към списъка на измрели видове, които могат да бъдат създадени отново с генно инженерство в близко бъдеще.. Генът е сравнително добре съхранен, но съществуват и други проблеми. Най-близкият родственик днес е очилатата мечка.